# Vester Vandet Sogn
Vester Vandet Sogn er et sogn i Thisted Provsti (Aalborg Stift).
I 1800-tallet var Øster Vandet Sogn anneks til Vester Vandet Sogn. Begge sogne hørte til Hillerslev Herred i Thisted Amt. Vester Vandet-Øster Vandet sognekommune blev ved kommunalreformen i 1970 indlemmet i Thisted Kommune.
I Vester Vandet Sogn ligger Vester Vandet Kirke.
I sognet findes følgende autoriserede stednavne:
- Agerholm (bebyggelse)
- Bleghule (bebyggelse)
- Edshøje (areal)
- Fru Hares Høj (areal)
- Knuden (areal)
- Kollen (areal)
- Nors Sø (vandareal)
- Skadekær (areal)
- Søholt (bebyggelse)
- Tuekær (areal)
- Tørvekær Huse (bebyggelse)
- Vandet Plantage (areal, bebyggelse)
- Vandet Sø (vandareal)
- Vester Vandet (bebyggelse, ejerlav)
- Vilsbøl Plantage (areal)
- Årbjerg Næs (areal)